# Piotr Korczak
Piotr Korczak ps. Szalony, Piotr Narwaniec, Emil Kaczadze (ur. 24 listopada 1961 w Krakowie) – polski wspinacz, taternik, pionier ekstremalnej wspinaczki skałkowej w Polsce, inspirator tzw. „Nowej Fali” w polskim wspinaniu, czołowa postać polskiego wspinania skalnego w latach 80. i 90., przez kilkanaście lat autor przełomowych dróg wspinaczkowych – o kolejnych coraz wyższych trudnościach, autor najtrudniejszych w latach 80. dróg wspinaczkowych w Polsce, uprawiał wspinaczkę sportową, autor programowych tekstów, twórca ideologii wspinania sportowego. W latach 2004–2011 był członkiem Kapituły Nagrody Środowisk Wspinaczkowych „Jedynka”, aż do jej rozwiązania w 2011. Jest bohaterem filmu Marcina Koszałki z 2010 r. Deklaracja nieśmiertelności.
Z wykształcenia magister historii, absolwent Uniwersytetu Jagiellońskiego, studiował w latach 1980–1987 na kierunku nauczycielskim. Pracę magisterską napisał na temat: Rzymianie w Hiszpanii do upadku Numancji. Poza historią interesuje się filozofią i teologią.
Piotr Korczak był (od 1982 r.) członkiem Klubu Wysokogórskiego Kraków a następnie Klubu Wysokogórskiego Gliwice, a od 1991 r. (od momentu powstania) należy do Sekcji Wspinaczkowej KS Korona w Krakowie.

## Najważniejsze dokonania wspinaczkowe
Zaczął się wspinać 20 kwietnia 1979 r. pod wpływem oglądanych filmów i przeczytanych książek o tematyce górskiej (szczególnie znaczenie miał dla niego film dokumentalny Sergiusza Sprudina Wariant R z 1961 r. przedstawiający wspinaczkę po wschodniej ścianie Mnicha w Tatrach, który widział po raz pierwszy jako kilkuletni chłopak, a następnie film Jacques'a Ertauda z 1975 r. Śmierć przewodnika (La Mort d'un guide) o próbie przejścia zachodniej ściany Aiguille du Dru). Wspinaczkowo i mentalnie ukształtowany został przez Ryszarda Malczyka (ps. Rico, 1949–1987), czołową postać lat 70. wspinania skałkowego w Polsce, a także przez Gerarda Kowalskiego. W środowisku wspinaczkowym jest znany pod przezwiskiem Szalony (niekiedy opisywany też jako Szaleniec).
„Szybko stał się w środowisku wspinaczkowym postacią wręcz kultową, zarówno ze względu na sportowe wyczyny, pełne oddanie swej pasji, jak i niezwykle oryginalne poglądy”. „Piotr Korczak Szalony jest demiurgiem sportowej wspinaczki w Polsce. Od połowy lat osiemdziesiątych XX wieku tworzył kolejne stopnie trudności dróg wspinaczkowych. Jego drogi są legendami. W 1988 roku stworzył drogę wspinaczkową, która była tylko o pół stopnia łatwiejsza od najtrudniejszej drogi na świecie! Korczak zainspirował do wspinania kilka pokoleń wspinaczy” – Jacek Trzemżalski, „Magazyn Górski”.
Jest bardzo aktywnym członkiem środowiska wspinaczkowego. Był współinspiratorem i sygnatariuszem „Porozumienia tatrzańskiego” zawartego w Krakowie (12 czerwca i 22 sierpnia 2004 r.), które podsumowywało długotrwałe dyskusje prowadzone w środowisku wspinaczkowym, dotyczące m.in. sposobu użycia punktów wierconych w Tatrach, co zaowocowało wyznaczeniem ścian przeznaczonych „do eksploracji w stylu sportowym” (zachodniej ściany Kościelca, Zamarłej Turni i grupy Mnicha)
W ramach Porozumienia jest członkiem Grupy Roboczej realizującej akcję „Tatry Bez Młotka” (TBM). Jej celem jest oczyszczenie ścian ze starych, skorodowanych i często niebezpiecznych haków, oraz instalacja stałych punktów asekuracyjnych w tych miejscach, w których nie jest możliwe użycie asekuracji własnej, zarówno w strefach sportowych, jak i, w ograniczonym zakresie, w strefach tradycyjnych. Korczak jest (wraz z Andrzejem Marciszem) Opiekunem Strefy „Grupa Mnichów” (obejmującej Mnicha, Mniszka i Ministranta), z tego też względu zwany jest „Kustoszem Mnicha”

## Twórczość, publikacje i ideologia
Piotr Korczak jest autorem książki Dolina Białej Wody opublikowanej pod pseudonimem Piotr Narwaniec (Kraków, trzy wydania: 1994,1995 oraz 2016 wznowione przez Wydawnictwo Bezdroża ISBN 978-83-283-2773-3)).
Jest współautorem (z A. Marciszem) pierwszego przewodnika monograficznego po Mnichu w Tatrach Wysokich – Mnich: przewodnik wspinaczkowy, Kraków 2007 (ISBN 83-917726-3-2; ISBN 83-917727-5-6), sporządził opisy ścian Mnicha, dróg wspinaczkowych oraz pojedynczych wyciągów.
Jest autorem licznych artykułów nie tylko w prasie fachowej, publikacji na tematy wspinaczkowe, w znacznej części dotyczących kwestii teoretycznych, głównie ideologicznych podstaw wspinania. Publikował je na łamach m.in. kwartalnika „Taternik”, w miesięcznikach „Góry”, „Magazyn Górski”, „Optymista” oraz w periodykach „A-Zero”, „Brytan”, „Bularz” i „Taterniczek”, a także na portalu wspinanie.pl. Publikował też na łamach magazynu „Narty”.
W latach 80. był redaktorem czasopisma wspinaczkowego „Taterniczek” (ISSN 0867-8316), a później pomysłodawcą, współtwórcą i – pod pseudonimem Emil Kaczadze – redaktorem magazynu informacyjnego „Brytan” (wydawanego od 1989 r. początkowo przez Akademicki Klub Alpinistyczny Gliwice ISSN 1234-7078), którego tytuł zaczerpnięty został z jego ulubionej powieści Nienasycenie Stanisława Ignacego Witkiewicza. Podsumowanie jego poglądów na temat filozofii wspinania zawiera jego tekst Przeciw tradycji opublikowany w „A-Zero”, nr 1(16) z 2009 r. (s. 30–38).
Jego artykuły programowe i rozważania na temat istoty wspinania są tematem treści programowych na studiach (kierunek filozofia) w Instytucie Filozofii Uniwersytetu Łódzkiego jako „Ideologiczne” podstawy postaw wspinaczkowych. Piotr Korczak i jego idea „czystego VI.5”.
W marcu i czerwcu 2014 opublikował dwuczęściowy tekst poświęcony próbie zdobycia w 1924 roku Everestu przez George'a Mallory'ego i Andrew Irvine'a, zatytułowany Dlaczego wierzę? Mallory i Irvine – Everest 1924, przedstawiający argumenty na rzecz hipotezy o zdobyciu wierzchołka przez co najmniej jednego z dwójki himalaistów, zanim zginęli w zejściu. Esej ten wzbudził szeroki odzew w środowisku wpinaczy i himalaistów, został entuzjastycznie przyjęty m.in. przez Wojtka Kurtykę.
W 2015 r. zadebiutował poetycko w dwumiesięczniku Arcana (nr 122), w którym ukazał się jego wiersz pt. Popołudnie z Ogniem.

## FilmDeklaracja nieśmiertelności
Od kwietnia 2007 r., przez ponad trzy lata Piotr Korczak uczestniczył w kręceniu zdjęć do filmu Marcina Koszałki Deklaracja nieśmiertelności poświęconemu jego osobie, m.in. wspinając się dla potrzeb filmu na Mnichu w Tatrach (2008), na krakowskim Zakrzówku (2008) i w Jaskini Mamutowej (2007) na „Deklaracji nieśmiertelności”, skrajnie trudnej drodze wspinaczkowej (pierwotnie VI.6+/7) poprowadzonej przez niego w 1992 r., której nazwa została wykorzystana jako tytuł filmu. Część ujęć do tego filmu powstała z inspiracji Piotra Korczaka (m.in. sceny nawiązujące do jego fascynacji Witkacym; a także przedstawienie go w pozie „boga olimpijskiego” wzorujące się na filmie Olimpia Leni Riefenstahl). Jak mówi Piotr Korczak: „do samej koncepcji wniosłem sporo. Nie było jakiegoś ustalonego scenariusza, film powstawał na planie, w trakcie kręcenia. Do samego końca walczyliśmy o jego ostateczny kształt”.

## Wyróżnienia i nazwy odimienne
Piotr Korczak w 2003 r. uhonorowany został przez Polski Związek Alpinizmu „Medalem 100. lecia polskiego alpinizmu” ustanowionym dla „osób szczególnie zasłużonych dla tego sportu”
W skałkach podkrakowskich i w Tatrach jest szereg formacji terenowych lub dróg wspinaczkowych, których nazwy upamiętniają osobę Piotra Korczaka, a nawiązują do jego pseudonimów, są to m.in. „Warianty Emila Kaczadze” (1985, trudność VI.4/4+), „Super Warianty Emila Kaczadze” (trudność VI.4+), „Szalone Pomysły” na Raptawickiej Turni (1982, VII–), „Szalona Rysa” na Mnichu (2006, VIII+).
Wywiad z Piotrem Korczakiem, jako tylko jednym z dwu Polaków, został włączony do polskiego wydania zbioru Dirka von Nayhaußa Rozmowy na szczycie: ekstremaliści w górach (2010).
Ma żonę i dorosłego syna.